# Erick Bang
Erick Bang (Rio de Janeiro, 11 de abril de 1981) é um jornalista brasileiro. 

## Biografia
Erick Bang é irmão mais velho da atriz brasileira Fabi Bang, além de ser bisneto de Alberto Nepomuceno, considerado o “pai” da música erudita brasileira.

## Carreira
Formado pela PUC-Rio, Erick Bang foi estagiário do Sistema Globo de Rádio e, posteriormente, apresentador das edições da madrugada do Jornal GloboNews entre 2011 e 2022, quando foi remanejado para os fins de semana do canal pago, em virtude da popularidade junto ao público paulistano. Desde esta época ele passou a ser também repórter especial da GloboNews.
Juntamente com Poliana Abritta e Leila Sterenberg, foi apresentador do plantão jornalístico dos ataques às sedes dos Três Poderes do Brasil em 2023, ocasião em que a Rede Globo e a GloboNews realizaram uma cobertura simultânea. Foi a primeira vez que a direção do Grupo Globo reuniu suas duas equipes em uma mesma cobertura jornalística. A equipe contou com a presença de Fernando Gabeira, Merval Pereira, Valdo Cruz, Natuza Nery, Andreia Sadi, Julia Duailibi, Octavio Guedes, Marcelo Lins, Camila Bonfim e Eliane Cantanhêde como equipe de comentaristas. Bang ficou 12 horas à frente dos telejornais. Na metade, por volta das 17 horas, passou a contar com Abritta, e, no final, fez dupla com Leila Sterenberg.